# Sweetly the Air Flew Overhead
«Sweetly The Air Flew Overhead» es una canción del dueto conformado por los músicos del género electrónico Martyn Ware y Vince Clarke publicado en 2003. Esto forma parte de su proyecto común Illustrious Company.
Este proyecto fue hecho para la exhibición de Cathy De Monchaux en el Miami Basle Art Fair en noviembre y diciembre de 2003. La versión original que fue ejecutada en ese espacio duró 60 minutos. Tiene una base de sonido espectral con lecturas hechas por la propia De Monchaux, integrando diferentes tonalidades de diferentes culturas y tiempos.